# جيسون لايفلي
جيسون لايفلي (بالإنجليزية: Jason Lively)‏ هو ممثل أمريكي، ولد في 12 مارس 1968 في الولايات المتحدة.

## وصلات خارجية
- جيسون لايفلي على موقع IMDb (الإنجليزية)
- جيسون لايفلي على موقع ألو سيني (الفرنسية)
- جيسون لايفلي على موقع أول موفي (الإنجليزية)
- جيسون لايفلي على موقع قاعدة بيانات الأفلام السويدية (السويدية)
- جيسون لايفلي على موقع قاعدة بيانات الفيلم (الإنجليزية)
- جيسون لايفلي على موقع كينوبويسك (الروسية)